# Zuzana Brezániová
Zuzana Brezániová, coniugata Lázárová (Žilina, 4 marzo 1987), è una cestista slovacca.

## Carriera
Con la Slovacchia ha disputato due edizioni dei Campionati europei (2011, 2013).